# Карповка (Александровский район)
Карповка (укр. Карпівка) — село в Александровской поселковой общине Краматорского района Донецкой области Украины.

## Общие сведения
Население по переписи 2001 года составляло 119 человек. Почтовый индекс — 84010. Телефонный код — 6269.